# Gouvernement Gbézéra-Bria
Le Gouvernement Gbézéra-Bria est le gouvernement de la République centrafricaine de la publication du décret présidentiel  du 18 février 1997, jusqu’à la nomination du Gouvernement Dologuélé 1, le 15 janvier 1999 . Il s’agit d’un gouvernement nommé par le Président Ange-Félix Patassé.

## Composition
Le gouvernement d'action pour la défense de la démocratie, Gbézéra-Bria est composé de 29 membres, dont le Premier ministre, un ministre d’État, 23 ministres, 2 ministres délégués et 2 Secrétaires d’État. Il fait une place importante à l’opposition, avec 11 ministres sur 26, contre 12 pour la majorité.

### Premier ministre
- Premier ministre, chef du Gouvernement : Michel Gbézéra-Bria

### Ministre d’État
- Ministre d'État aux Affaires étrangères : Jean Mette Yapende (MLPC)

### Ministres
- Ministre de la Défense nationale, chargé de la Restructuration des Armées, des Anciens combattants et Victimes de Guerre : Pascal Kado (MLPC)
- Ministre de l'Administration du territoire et de la Sécurité publique : général François N'Djadder Bedaya (MLPC)
- Ministre de la Justice : Marcel Météfara (MLPC)
- Ministre des Finances et du Budget : Anicet-Georges Dologuélé (MLPC)
- Ministre de la Réforme économique, du Plan et de la Coopération internationale : Christophe M'Bremaôdou (Convention nationale, majorité présidentielle)
- Ministre des Travaux publics et du Désenclavement : Jacquesson Mazette (MLPC)
- Ministre des Droits de l'Homme et de la Promotion de la culture démocratique : Laurent Gomina Pampali (RDC, opposition)
- Ministre de l'Agriculture et de l'Elevage : Charles Massi (MLPC)
- Ministre de l'Éducation nationale : Albert Mberio (MLPC)
- Ministre de l'Enseignement supérieur, de la Recherche scientifique et technologique : Théophile Touba (Rassemblement démocratique centrafricain)
- Ministre de la Santé publique et de la Population : Fernande Djengbo (RDC)
- Ministre de la Fonction publique, du Travail et de la Formation professionnelle : Jean-Claude Gouandja (Front patriotique pour le progrès, opposition)
- Ministre des Mines et de l'Energie : Joseph Agbo (MLPC)
- Ministre des Transports et de l'Aviation civile : André Gombako (Front patriotique pour le progrès, opposition)
- Ministre du Commerce, de l'Industrie, des PME et PMI : Simon Bongolakpe (Mouvement pour la démocratie et le développement, opposition)
- Ministre de la Communication : Thierry Van Den Boss Yinifolo (Parti libéral démocrate, majorité présidentielle)
- Ministre du Tourisme, des Arts et de la Culture : Gaston Beina Ngbandi (MLPC)
- Ministre de la Promotion de la famille, des Affaires sociales et de la Solidarité nationale : Éliane Mokodopo (MESAN)
- Ministre de l'Environnement, des Eaux et Forêts, Chasse et Pêche : Joseph Gnomba (Mouvement pour la démocratie et la rénovation de la Centrafrique)
- Ministre des Logements et de l'Urbanisme : Clément Bélibanga (Alliance pour la démocratie et le progrès)
- Ministre des Postes et Télécommunications : Michel Bindo (RDC)
- Ministre de la Promotion de la jeunesse et des Sports : Bertin Béa (MDD)
- Ministre chargé des Relations avec le Parlement : Charles Armel Doubane (ADP)

### Ministres délégués
- Ministre délégué auprès du ministre de la Défense nationale, des Anciens combattants, des Victimes de guerre et de la restructuration de l'Armée : général de brigade Didace N'Dayen
- Ministre délégué auprès du ministre de l'Administration du territoire, chargé du Désarmement et de la Sécurité publique : lieutenant-colonel Evariste-Martial Konzale

### Secrétaires d’État
- Secrétaire d'État à l'Administration du territoire : Gilbert Moussa Labe Daomondo
- Secrétaire d'État à la Solidarité nationale : Mme Albertine Bissa (PSD)